# 尹徳栄

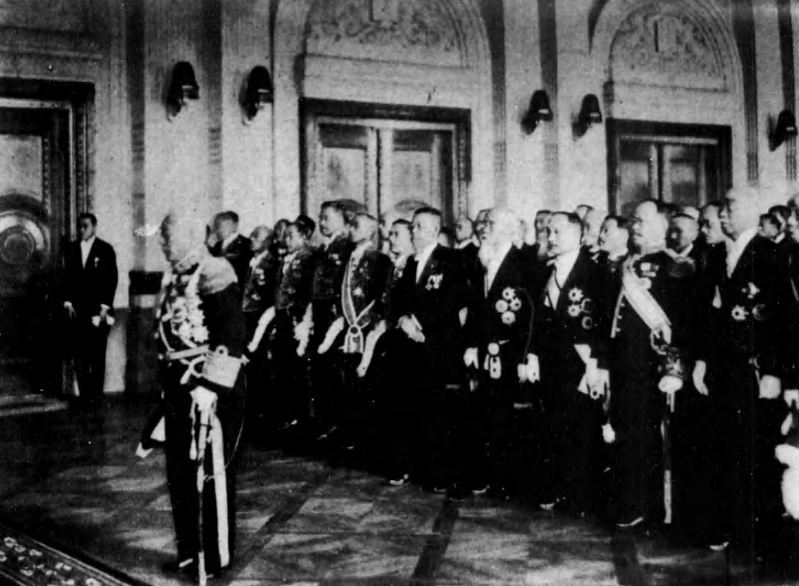
朝鮮総督・斎藤実（左）と元旦拝賀式に臨む尹徳栄（右から4人目）。1931年

尹 徳栄（いん とくえい、朝鮮語: 윤덕영、1873年12月27日 - 1940年10月18日）は、李氏朝鮮末期から日本統治時代の朝鮮の政治家。朝鮮貴族（子爵）。純宗の舅にあたる海豊府院君尹沢栄の兄。大韓帝国首相・尹容善（1829－1904）の孫。侍従院卿、李王職掌侍司長、朝鮮総督府中枢院顧問、貴族院議員。本貫は海平尹氏。

## 生涯
1873年に現在のソウル特別市にあたる地域で生まれた。光緒20年（1894年）に式年文科に丙科で合格した後は、京畿道及び黄海道の観察使や、鉄道院副総裁等を歴任した。姪の純貞孝皇后が皇后に冊封された翌年の隆熙2年（1908年）には侍従院卿に任命された。隆熙4年（1910年）の日韓併合条約締結の際には、弟の尹沢栄や閔丙奭と共に高宗を説得するなど、条約締結に尽力した事により、10月16日に朝鮮貴族として子爵に列せられた。
併合後は李王職賛侍、掌侍司長、朝鮮総督府中枢院顧問、経学院大提学、王公族審議官、貴族院議員（1939年12月19日-1940年10月18日）を務めたほか、晩年の昭和15年（1940年）には中枢院副議長に任命された。1938年には旭日大綬章を受けた。

## 死後の評価
2002年に発表された親日派708人名簿と、2005年に民族問題研究所で親日人名辞書に収録する為に整理した親日人名辞書収録予定者1次名簿に、爵位を襲爵した養孫子の尹強老とともに選定された。
2007年に親日反民族行為者財産調査委員会は、尹徳栄が所有していた土地を国家に帰属させる決定を下した。

## 栄典
- 従二位[5]
- 1907年10月 - 勲一等瑞宝章[2]
- 1915年（大正4年）11月10日 - 大礼記念章[6]